# Глюкозо-6-фосфатаза
Глюкозо-6-фосфатаза (шифр КФ 3.1.3.9) — фермент, отвечающий за гидролиз глюкозо-6-фосфата, в результате чего образуются фосфатная группа и свободная глюкоза. Затем глюкоза переносится за пределы клетки посредством глюкозных транспортёров. Эта реакция завершает последний этап глюконеогенеза и гликогенолиза и, таким образом, играет ключевую роль в регуляции уровня глюкозы в крови.
Глюкозо-6-фосфатаза представляет собой комплекс различных белков, расположенный в эндоплазматическом ретикулуме. За основную функцию отвечает каталитическая субъединица. У человека существует три изофермента данный субъединицы: глюкозо-6-фосфатаза-α, кодируемый геном G6PC; IGRP, кодируемый геном G6P2; и глюкозо-6-фосфатаза-β, кодируемый геном G6P3.
Альфа- и бета-изоферменты оба функционально являются фосфогидралазами, и имеют сходную структуру активного центра, топологию, механизм действия и кинетические свойства в отношении гидролиза глюкозо-6-фосфата. В свою очередь, IGRP-изофермент практически не имеет гидролазной активности и может играть другую роль в секреции инсулина в поджелудочной железе.